# Коробчанська волость
Коробчанська волость — адміністративно-територіальна одиниця Зміївського повіту Харківської губернії.

Найбільші поселення волості станом на 1914 рік:
- село Леб'яже — 1908 мешканців.
- село Малинівка — 6279 мешканців.
- село Коробчине — 3651 мешканець.
- заштатне місто Чугуїв — 16581 мешканець.

Старшиною волості був Горгуль Павло Семенович, волосним писарем — Пастухов Захар Васильович, головою волосного суду — Гончаров Йосип Федорович.